# Teredorus camurimarginus
Teredorus camurimarginus är en insektsart som beskrevs av Zheng, Z. 1998. Teredorus camurimarginus ingår i släktet Teredorus och familjen torngräshoppor. Inga underarter finns listade i Catalogue of Life.